# Court of Chancery

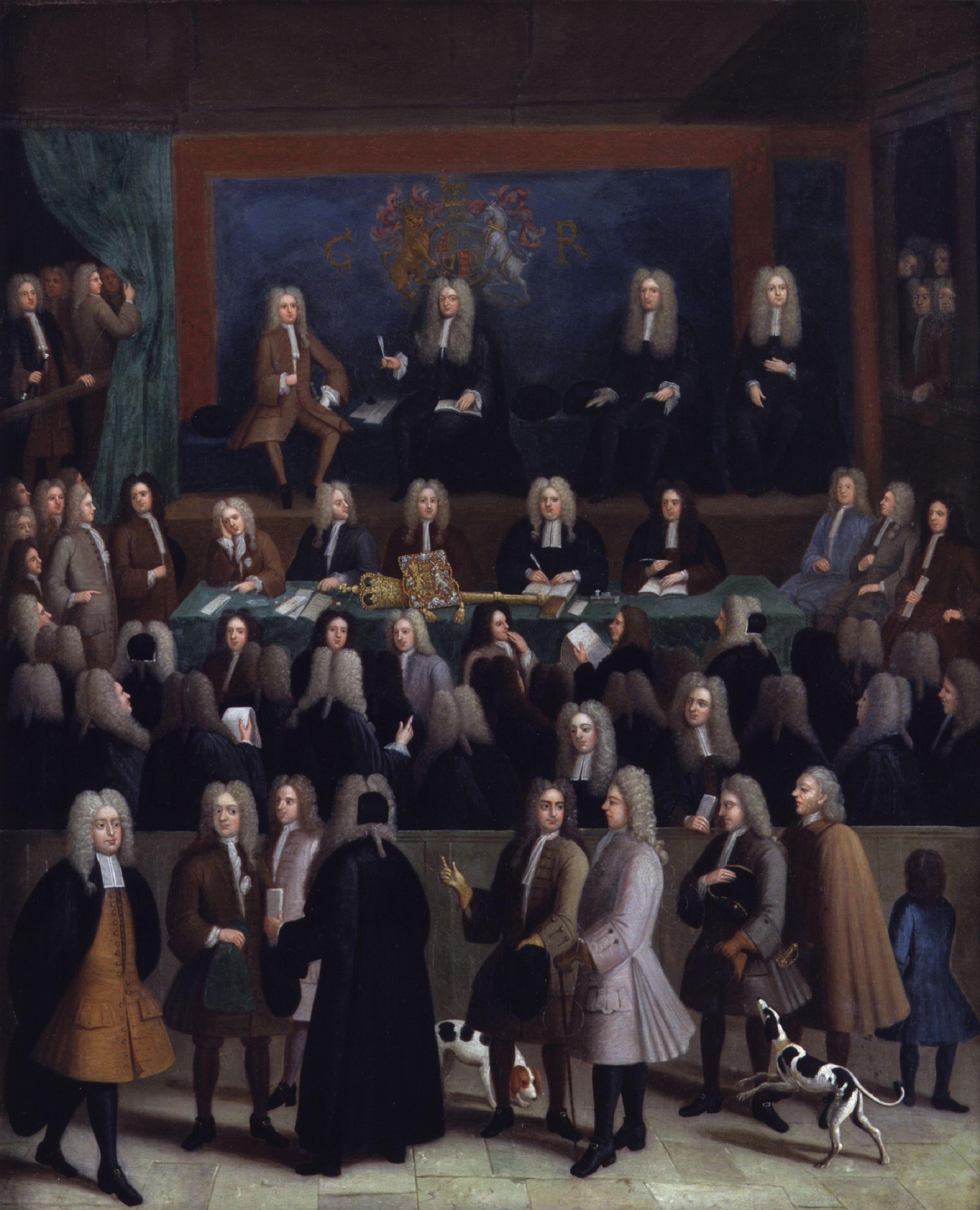
La Court of Chancery ai tempi del regno di Giorgio I di Gran Bretagna

La Court of Chancery (in italiano "Corte di Cancelleria") era un tribunale che giudicava le controversie in base al principio di equity (equità) e che apparteneva al diritto dell'Inghilterra e del Galles. Il suo scopo era mitigare, attraverso l'applicazione di regole flessibili, il lento ritmo di aggiornamento e la possibile durezza che contraddistinguevano la common law. La corte aveva giurisdizione su tutte le questioni di equità, compresi i trust, il diritto fondiario, le proprietà degli infermi e la tutela dei bambini. Il suo ruolo iniziale era in qualche modo diverso: come estensione del ruolo del Lord Cancelliere come custode della coscienza del re, la Corte era un organo amministrativo principalmente interessato al giusnaturalismo. Così, la Court of Chancery, rispetto ai tribunali di common law, ebbe un mandato di gran lunga più ampio e le sue sentenze potevano annullare gran parte degli effetti di quest’ultimi. Fino al XIX secolo, la Court of Chancery poteva applicare una gamma di rimedi molto più ampia rispetto ai tribunali di common law, come prestazioni e ingiunzioni specifiche, e aveva un certo potere di concedere il risarcimento del danno in circostanze speciali. Con il suo successivo inquadramento dell'Exchequer of Pleas a tribunale di common law e la sua conseguente perdita di giurisdizione sul principio di equity seguito dell'Administration of Justice Act del 1841, la Court of Chancery divenne l'unico organo nazionale basato sull'equity nel sistema legale inglese.
Gli storici ritengono che la Court of Chancery si separò formalmente e divenne indipendente dalla curia regis a metà del XIV secolo, quando era composta dal Lord cancelliere e dal suo seguito personale, la Cancelleria. Inizialmente un organo amministrativo con alcuni compiti giudiziari, la Corte conobbe una fortissima crescita del suo lavoro nel corso del XV secolo, in particolare sotto la Casa di York. Dal tempo di Elisabetta I d'Inghilterra in poi, la Corte fu severamente criticata per il suo ritmo lento, i grandi arretrati e i costi elevati. Quei problemi persistettero fino alla sua dissoluzione, nonostante siano stati in qualche modo mitigati dalle riforme, in particolare quelle apportate nel corso del XIX secolo. I tentativi di fondere la Court of Chancery con i tribunali di common law iniziarono nel 1850 e alla fine con i Judicature Acts del 1873 e del 1875 si riuscì a far confluire la Corte nella Alta corte di giustizia unificata, con la Chancery Division, una delle tre divisioni dell'alta corte, che prese il posto della Court of Chancery come organo di equity.
Per gran parte della sua esistenza, la Court of Chancery venne formalmente guidata dal Lord Cancelliere, assistito dai giudici dei tribunali di common law. Il personale della corte comprendeva un gran numero di funzionari, guidati dal Master of the Rolls. Nel 1813 fu nominato un vicecancelliere per gestire i crescenti arretrati della Cancelleria, e altri due furono nominati nel 1841. Gli uffici della Corte furono venduti dal Lord Cancelliere per gran parte della sua storia, raccogliendo ingenti somme di denaro. Molti degli impiegati e altri funzionari erano sinecura' e, al posto di un compenso, addebitavano commissioni sempre più elevate per elaborare i casi e questo fu uno dei motivi principali per cui il costo per portare un caso in Cancelleria era così alto. Il XIX secolo vide l'abolizione di molti uffici sinecura e l'istituzione di uno stipendio e di una pensione per il Lord Cancelliere al fine di limitare la vendita degli uffici, e in seguito il diritto di nominare funzionari fu trasferito dal Cancelliere alla Corona.